# Dom Pedrito
Dom Pedrito es un municipio brasileño del estado de Río Grande del Sur. Limita con los municipios de Rosário do Sul, São Gabriel, Lavras do Sul, Bagé y Santana do Livramento. Se encuentra a 441 kilómetros de Porto Alegre, la capital del estado.
- Datos: Q1749875
- Multimedia: Dom Pedrito / Q1749875

1. ↑  Worldpostalcodes.org,código postal n.º 96450-000.